# Piskmasksinfektion
Trichuriasis även känd som piskmasksinfektion är en infektion som orsakas av parasitmasken Trichuris trichiura (piskmask). Om infektion är med endast ett fåtal maskar uppvisas ofta inga symptom. Hos dem som infekterats med ett stort antal maskar kan påträffas buksmärta, trötthet och diarré. Diarrén kan i vissa fall vara blodig. Då barn drabbas kan infektionen leda till nedsatt mental och fysisk utveckling. Anemi kan vara följdsymptom på grund av blodförlust orsakad av sjukdomen.
Sjukdomen sprids då människor förtär dryck eller mat som innehåller maskens ägg. Äggen finns i avföringen från människor som smittats och sjukdomen förekommer för det mesta i de delar av världen där människoavföring används som gödsel. Maskarna lever i tjocktarmen och är kring 4 centimeter långa. Piskmasksinfektion diagnosticeras genom att äggen påträffas vid mikroskopundersökning av avföringen. Äggen är tunn-formade till sitt utseende.
Prevention sker genom att tillaga mat ordentligt och genom handtvätt före matlagning. Andra åtgärder är bland annat förbättrad tillgång till toaletter och rent vatten. I områden av världen där infektionen är vanligt förekommande behandlar man ofta flera grupper på en gång och regelbundet. Behandling sker i tre dagar med medicinering med: albendazol, mebendazol eller ivermectin. Människor smittas ofta på nytt efter behandling.
Piskmasksinfektion drabbar kring 600 till 800 miljoner människor. Sjukdomen är vanligast i tropiska länder. I utvecklingsländer kan de som smittas ofta även vara drabbade av hakmask och ascariasis-infektion. Dessa sjukdomar har en stor ekonomisk effekt i många länder. Arbete fortgår med att utveckla vaccin mot piskmasksinfektion.